# Villeneuve-sur-Yonne
Villeneuve-sur-Yonne ist eine französische Gemeinde mit 5.130 Einwohnern (Stand 1. Januar 2022) im Département Yonne, in der Region Bourgogne-Franche-Comté (bis 2015 Burgund). Sie gehört zum Arrondissement Sens und zum Kanton Villeneuve-sur-Yonne.

## Geografie
Die Stadt liegt zwischen den Städten Joigny und Sens am Ufer des Flusses Yonne, in den hier seine Zuflüsse Galant und Saint-Ange einmünden.

## Geschichte
Villeneuve-sur-Yonne wurde im Jahre 1163 auf Befehl König Ludwigs VII. als Villeneuve-le-Roi gegründet, um die Grenzen des Königreiches Frankreich gegen die Grafschaft Champagne besser schützen zu können. Es wurde eine Brücke über die Yonne errichtet und die Stadt nach römischem Vorbild streng quadratisch, mit massiven Schutzwällen erbaut.
Philipp II., der Sohn König Ludwigs VII., hielt hier im Jahre 1204 Parlement (königliche Gerichtssitzungen).
Ludwig IX., der Heilige, residierte hier, bevor er zum 7. Kreuzzug aufbrach, während dessen er in Tunis starb.
Während der Religionskriege ging Villeneuve 1594 in Flammen auf, weil die Stadt der Katholischen Liga treu geblieben war, während Heinrich IV. in Paris die Macht übernahm.
Im Zuge der Französischen Revolution wurde die Stadt 1792 von Villeneuve-le-Roi in Villeneuve-sur-Yonne umbenannt.
1927–1935 wurde Villeneuve-sur-Yonne von Marcel Petiot regiert, der 1946 als Serienmörder hingerichtet wurde.

## Sehenswürdigkeiten

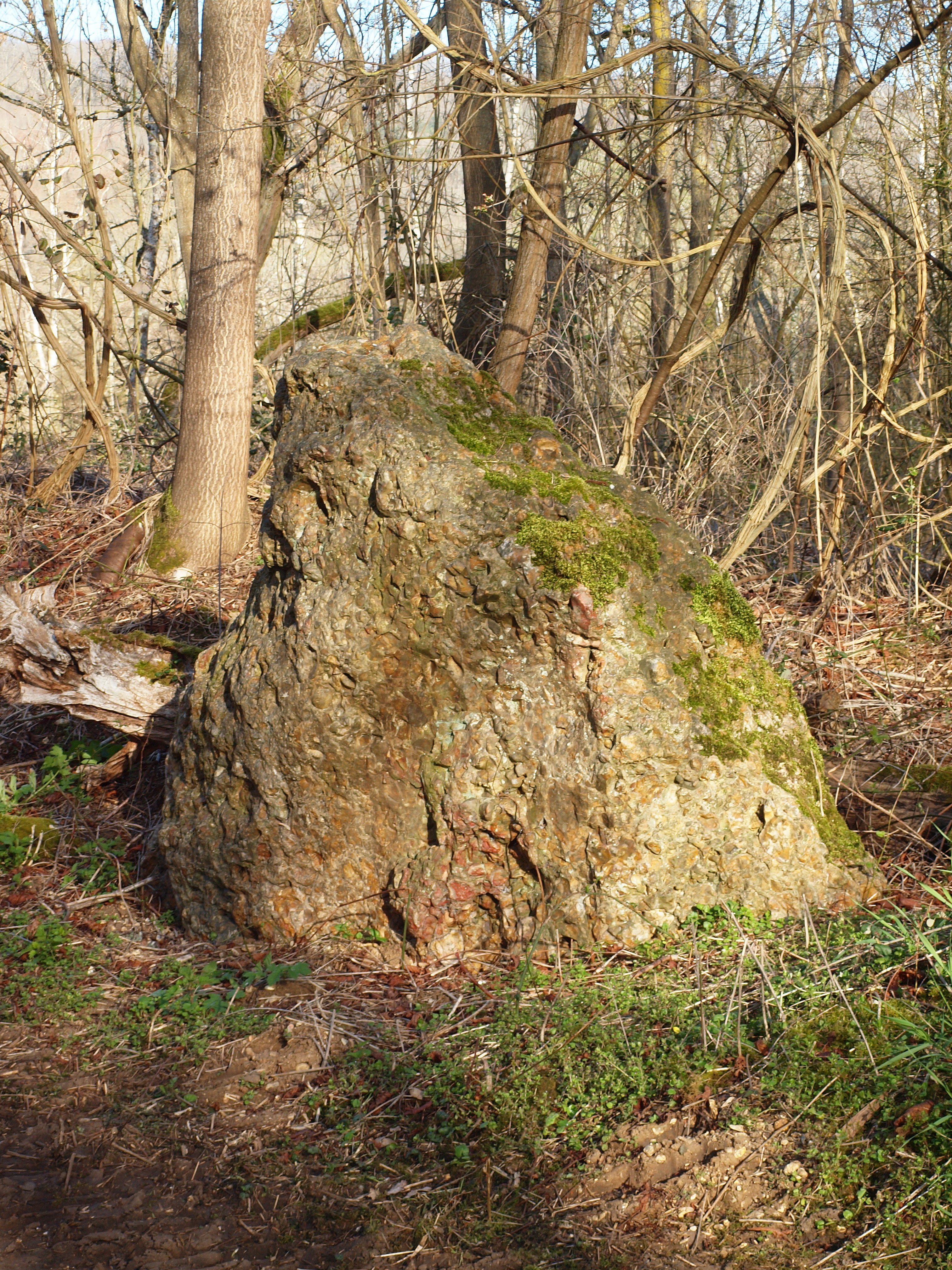
Menhir de Pierre Frite

- Stadtmauern und zwei Stadttore (Porte de Joigny und Porte de Sens) aus dem 13. Jahrhundert
- Bergfried des ehemaligen königlichen Schlosses (Tour Louis-le-Gros) aus dem 13. Jahrhundert
- gotische Pfarrkirche mit Renaissance-Hauptfassade Notre-Dame-de-l’Assomption (13. bis 16. Jahrhundert)

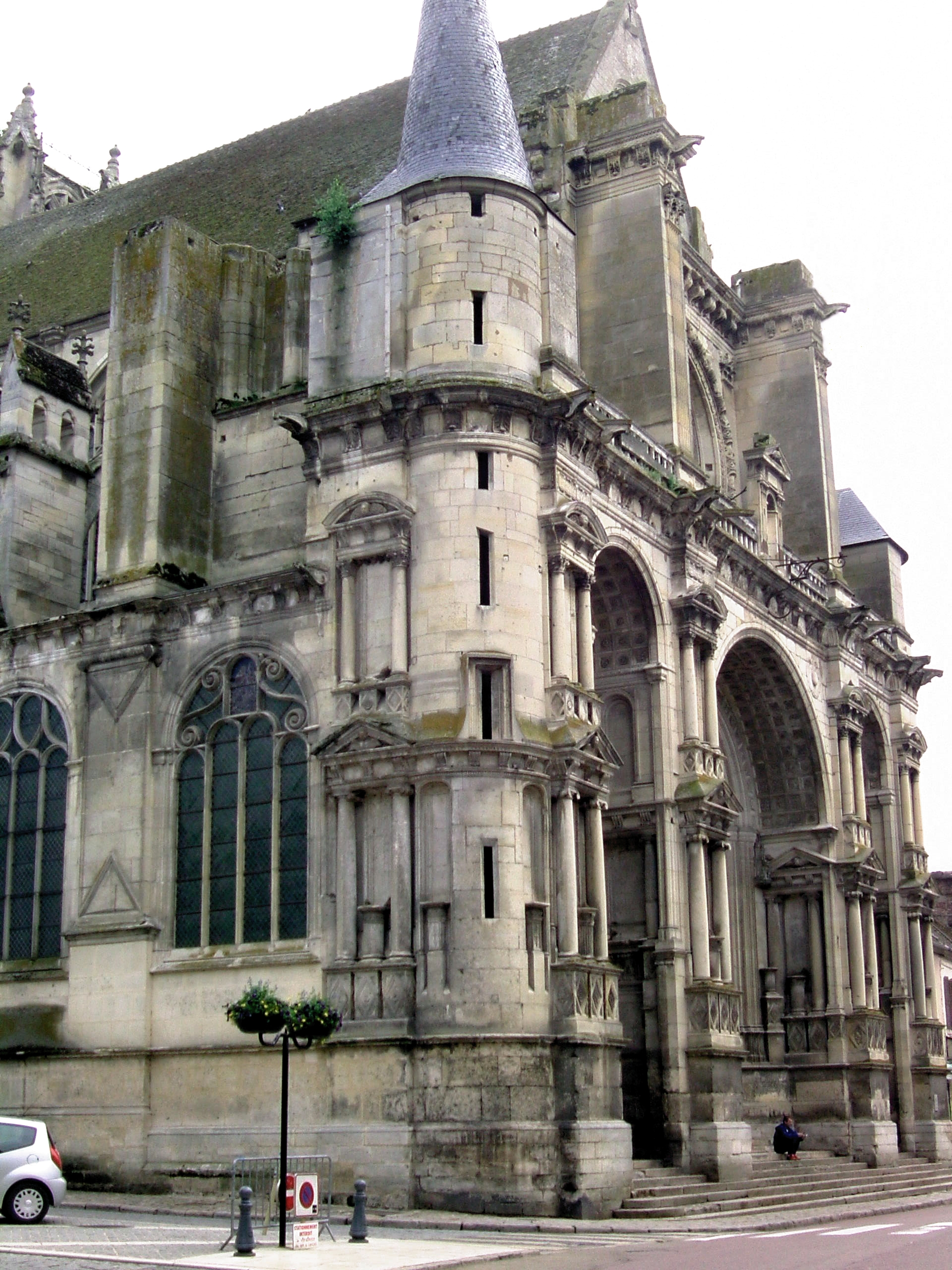
Kirche Notre-Dame de l’Assomption

## Persönlichkeiten
- Joseph Joubert, französischer Moralist und Essayist (1754–1824)
- Marcel Petiot, französischer Arzt und Serienmörder (1897–1946)

## Partnerstädte
- Braubach, Deutschland
- Horní Bříza, Tschechische Republik
- Collingham, Großbritannien / Grafschaft Nottinghamshire